# Baryton (album)
Pour les articles homonymes, voir Baryton.
Albums de Florent Pagny
Été 2003 à l'Olympia
(2003) Baryton - L'intégrale du spectacle
(2005)
Singles
1. Io le canto per te
Sortie : 2004
2. Guide Me Home (promo - en duo avec Patricia Petibon)
Sortie : mars 2005

Baryton est le 9e album studio de Florent Pagny, sorti le 22 novembre 2004 chez Mercury France. Le chanteur y reprend des airs lyriques, anciens ou originaux.
En 2012, Florent Pagny sort l'album Baryton. Gracias a la vida, où il reprend des standards de la musique latine, de la même manière que pour Baryton.

## Liste des titres
| No  | Titre                                        | Auteur                                               | Durée |
| --- | -------------------------------------------- | ---------------------------------------------------- | ----- |
| 1.  | Io le canto per te                           | Giuseppe Giunta/Calogero                             |       |
| 2.  | Nessun dorma (extrait de Turandot)           | Giuseppe Adami-Renato Simoni/Giacomo Puccini         |       |
| 3.  | Guide Me Home (en duo avec Patricia Petibon) | Mike Moran/Freddie Mercury                           |       |
| 4.  | Volo di notte                                | Christian Lejalé/Yvan Cassar                         |       |
| 5.  | Finche' pace non avro'                       | Francesco De Benedittis/Davide Esposito              |       |
| 6.  | La donna è mobile (extrait de Rigoletto)     | Giuseppe Verdi                                       |       |
| 7.  | Silenzio e pace                              | Giuseppe Giunta/Daran                                |       |
| 8.  | Maria (extrait de West Side Story)           | Stephen Sondheim/Leonard Bernstein                   |       |
| 9.  | E lucean le stelle (extrait de la Tosca)     | Luigi Illica-Giuseppe Giacosa/Giacomo Puccini        |       |
| 10. | The Day We Made God Cry                      | Francesco De Benedittis/Davide Esposito/Paul Manners |       |
| 11. | Una nube blanca                              | Lluís Llach                                          |       |